# Lines Vejo
Lines Vejo (Caloca, 1931 – 3 de juliol de 2020) fou una de les figures més rellevants de la música tradicional de Cantàbria. Cantava acompanyada del pandero d'ençà els cinc anys, quan la seva tia li'n va regalar un. Va recopilar i difondre el llegat oral del seu país, motiu pel qual va ser homenatjada per diverses institucions locals. La seva veu ha estat enregistrada en àlbums individuals i col·lectius.